# Blair Tunevitsch
Blair Tunevitsch (ur. 28 września 1985 w Launceston) – australijski wioślarz.

## Osiągnięcia
- Mistrzostwa Świata U-23 – Hazewinkel 2006 – czwórka podwójna wagi lekkiej – 3. miejsce[1].
- Mistrzostwa Świata U-23 – Glasgow 2007 – czwórka podwójna wagi lekkiej – 4. miejsce[1].
- Mistrzostwa Świata – Linz 2008 – ósemka wagi lekkiej – 8. miejsce[1].